# Сеть Трансафриканских автодорог
Сеть Трансафриканских автомобильных дорог — комплекс проектов трансконтинентальных автодорожных маршрутов в Африке, разработанных Экономической комиссией Организации Объединенных Наций для Африки (ЭКА ООН), Африканским банком развития (АБР) и Африканским союзом, реализуемых совместно с сообществами африканских государств.

## Трансафриканские автодорожные маршруты
| N°         | Наименование                       | Отправление           | Прибытие                  | Длина     | Карта-схема |
| ---------- | ---------------------------------- | --------------------- | ------------------------- | --------- | ----------- |
|            | Шоссе Каир — Дакар                 | Каир (Египет)         | Дакар (Сенегал)           | 8636 км   |             |
|            | Транссахарское шоссе               | Алжир (город) (Алжир) | Лагос (Нигерия)           | 4504 км   |             |
|            | Шоссе Триполи — Кейптаун           | Триполи (Ливия)       | Кейптаун (ЮАР)            | 10 808 км |             |
|            | Шоссе Каир — Кейптаун              | Каир (Египет)         | Кейптаун (ЮАР)            | 10 228 км |             |
|            | Транссахельское шоссе              | Дакар (Сенегал)       | Нджамена (Чад)            | 4496 км   |             |
|            | Шоссе Нджамена — Джибути           | Нджамена (Чад)        | Джибути (город) (Джибути) | 4219 км   |             |
|            | Западноафриканское береговое шоссе | Дакар (Сенегал)       | Лагос (Нигерия)           | 4010 км   |             |
|            | Шоссе Лагос — Момбаса              | Лагос (Нигерия)       | Момбаса (Кения)           | 6259 км   |             |
|            | Шоссе Бейра — Лобиту               | Бейра (Мозамбик)      | Лобиту (Ангола)           | 3523 км   |             |
| Источники: |                                    |                       |                           |           |             |

В некоторых документах автомагистрали называются «Трансафриканскими коридорами» или «Дорожными коридорами», а не автомагистралями. 
Обозначение «Трансафриканское шоссе» (англ. «TAH»), и его варианты, не получило широкого распространения за пределами кругов планирования и развития, и, по состоянию на 2024 год, трансафриканские автодорожные маршруты никак не отмечаются на официальных картах, за исключением Кении и Уганды, где участки местной автодороги A109: Момбаса — Найроби, Кампала — Форт-Портал и подъездную дорогу Kampala–Masaka Road Кампала — Кигали (Руанда) 8-го трансафриканского шоссе, иногда называют «Трансафриканским шоссе».
Общая длина всех девяти указанных автомагистралей составляет 56 683 км (35 221 миля).

## История
С глубокой древности в Африке существовали различные караванные пути, пересекающие весь континент. Они использовались для торговли, гостевых поездок, военных вторжений, почтовых сообщений, паломничества и научных открытий.
На смену вьючным животным и гужевым повозкам, в XX веке появились тяжёлые и скоростные автомобили, для которых стали малопригодны прежние неизведанные направления, временные тропы и грунтовые дороги, ограниченные многочисленными опасными, или совсем непреодолимыми, реками, пустынями и горами. Вся Африка была поделена на колонии, для надёжного владения которыми строились более качественные и удобные автомобильные дороги.
Незадолго до автомобилей появились железные дороги, но железные значительно дороже, и в строительстве и в эксплуатации, поэтому в бедных африканских странах они получили недостаточное распространение. Колониальные державы, а позже новообразованные государства и сверхдержавы-соперники, редко поощряли дорожное сообщение с территориями сферы влияния соседей по континенту.
1 июля 1971 года Роберт К. А. Гардинер, исполнительный секретарь Экономической комиссии Организации Объединенных Наций для Африки (ЭКА ООН), учредил Трансафриканское дорожное бюро для наблюдения за развитием трансконтинентальной дорожной сети.

## Необходимость автомобильных дорог
Развитие трансафриканских автомобильных дорог и связанной с ними автодорожной инфраструктуры направлено на борьбу с бедностью в Африке, за счет увеличения межгосударственной и внутренней торговли, оживления малого и среднего предпринимательства, снижения цен на привозные товары и улучшения бытовых условий. Благодаря автодорогам, население Африки наконец-то стало обслуживаться автомобилями скорой медицинской помощи, полиции, пожарных, спасательных, ремонтных и строительных служб. Без наличия автомобильных дорог были не мыслимы никакие образовательные, спортивные, культурные и религиозные мероприятия в Африке. Развитая автодорожная сеть позволила распространять медицинские и образовательные услуги в ранее недоступных районах.

## Проблемы строительства и обслуживания автодорог
Бедность отрицательно влияет на развитие международных автомагистралей, когда даже на самые необходимые автодорожные проекты не хватает необходимых денежных средств. Кроме того, во многих африканских странах часто вспыхивают межнациональные, межрелигиозные и межклановые конфликты и революции, сопровождаемые вторжениями войск соседних государств. Поэтому скудные финансовые ресурсы африканских стран направляются не столько на поддержание имеющихся (и на строительство новых) автомобильных дорог, мостов и тоннелей, сколько на дорогостоящее вооружение. Бандитизм и вымогательство ещё встречается на дорогах Африки. Местные власти слаборазвитых африканских стран иногда специально ограничивают межгосударственное автомобильное сообщение для:
- защиты своей монополии от иностранных конкурентов,
- показной демонстрации своего политического суверенитета и
- поощрения взяток (коррупции).

Часто случается, что почти вся дорога построена и частично уже функционирует, но для сквозного автомобильного движения недостаёт только отдельных участков.

### В джунглях
Особые сложности сооружения скоростных автомагистралей возникают в непроходимых джунглях. Препятствия здесь могут представлять:
- густой непроходимый лес и кустарник;
- топкая болотистая или ежедневно размываемая тропическими ливнями земля;
- множество ядовитых змей, насекомых, крокодилов, львов и других хищников;
- распространение малярии, лихорадки и других инфекций;
- необходимость возведения сотен, и даже тысяч, капитальных мостов над пересекаемыми дорогой многоводными (и сезонными) реками и ручьями;
- протесты экологов, считающих неприкосновенным весь экваториальный лес;
- сопротивление суеверных аборигенов, опасающихся потревожить страшных лесных духов предков;
- опасения тех, кто полагает, что по скоростной дороге хлынет контрабанда наркотиков, оружия, порнографии и других запрещённых вещей.

### В пустынях
В знойных пустынях строительству и эксплуатации автодорог препятствуют:
- высокая температура, от которой плавится асфальт, перегреваются моторы автомобилей, страдают люди;
- зыбучие пески, поглощающие различные предметы;
- дюны и барханы, засыпающие песком дороги, здания и другие постройки;
- отсутствие воды (отсюда — отсутствие населённых пунктов, автозаправок, авторемонтных мастерских, медицинских пунктов, пунктов питания и отдыха);
- пыльные бури затрудняют дыхание, портят двигатели внутреннего сгорания.

## Другие трансафриканские автодороги
- Джибути — Бата (Экваториальная Гвинея) — запад-восток — 5823 км.
- Транскалахарская автомагистраль — запад-восток — 1935 км.
- Союз арабского Магриба планирует спрямление участка TAH 1 от Триполи до Нуакшота.